# Torpedo Tipo 93
O Torpedo Tipo 93 Longa Lança foi um torpedo de 610 mm de diâmetro desenvolvido para ser lançado de navios de superfície. O apelido de "Longa Lança" foi difundido pelos historiadores navais dos EUA. A família dos torpedos "Longa Lança" é considerada a mais avançada classe de torpedos da II Guerra Mundial.

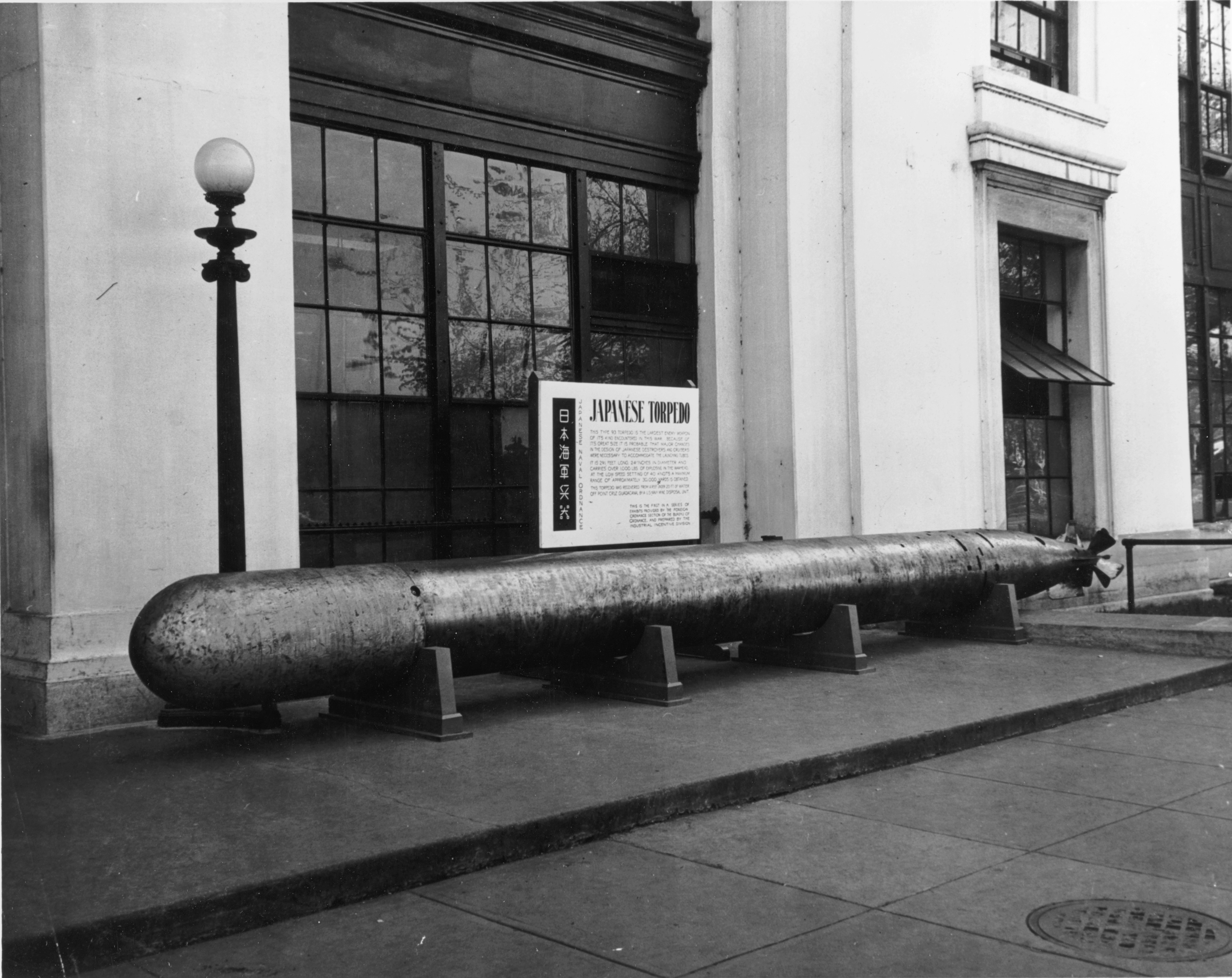
Torpedo Tipo 93, da Marinha Imperial do Japão.

As versões para lançamento de submarinos, com 450 mm, os Tipo 95 e sua versão melhorada, o Tipo 97, foram amplamente utilizados na II Guerra Mundial, na guerra entre Japão e EUA.
Os torpedos Tipo 93 alcançavam entre 22 e 40 km de alcance, conforme o padrão de velocidade (93 km/h a 61 km/h, respectivamente), o que significa que podiam, ao menos teoricamente, atingir alvos além do campo de visão no mar. 
Durante a II Guerra Mundial, 23 navios dos Aliados foram afundados pelos impactos de torpedos Tipo 93, sendo 11 cruzadores, 11 destroiers e 1 porta-aviões de frota.
A principal inovação tecnológica desta família de torpedos está no uso de oxigênio puro misturado ao combustível (álcool do tipo metanol ou etanol), queimado em um motor de alta temperatura, que alcançava grande potência e apresentava elevada eficiência para a época, permitindo atingir altas velocidades e com grande alcance.